# De långa lömska kiven
De långa lömska kiven är en roman skriven av Gösta Gustaf-Janson och utgiven 1971.

## Handling
Berättelsen börjar 1936 och Rydsholmsfamiljerna åker till  Berlin-olympiaden. 
Efter ett tag bryter andra världskriget ut. 

## Källa
- Gustaf-Janson, Gösta (1971). De långa lömska kiven. Stockholm: Albert Bonniers Förlag. Libris 1299241